# Labouquerie
Labouquerie foi uma comuna francesa na região administrativa da Nova Aquitânia, no departamento Dordonha. Estendia-se por uma área de 10,63 km². Em 2010 a comuna tinha 223 habitantes (densidade: 21 hab./km²).
Em 1 de janeiro de 2016, passou a formar parte da nova comuna de Beaumontois-en-Périgord.

## População
| Ano  | População | %      |
| ---- | --------- | ------ |
| 1962 | 152       | -      |
| 1968 | 142       | −6.6%  |
| 1975 | 167       | +17.6% |
| 1982 | 171       | +2.4%  |
| 1990 | 202       | +18.1% |
| 1999 | 204       | +1.0%  |
| 2008 | 208       | +2.0%  |